# Beriozovo
Beriozovo ou Berezovo (en russe : Берёзово) est une commune urbaine du district autonome des Khantys-Mansis, en Russie, et le centre administratif du raïon Beriozovski. Sa population s'élevait à 7 050 habitants en 2017.

## Géographie
Située à 1 100 km au nord de la ville de Tobolsk, elle est construite sur trois collines de la rive gauche de la rivière Severnaïa Sosva, 42 km en amont de son point de confluence avec l'Ob. La température moyenne annuelle est de 4 °C, avec une température minimale de −44 °C.

## Histoire
À sa fondation, en 1593, Beriozovo fut d'abord une place forte qui devint par la suite la ville de Berezov ou Beriozov (en russe : Берёзов).

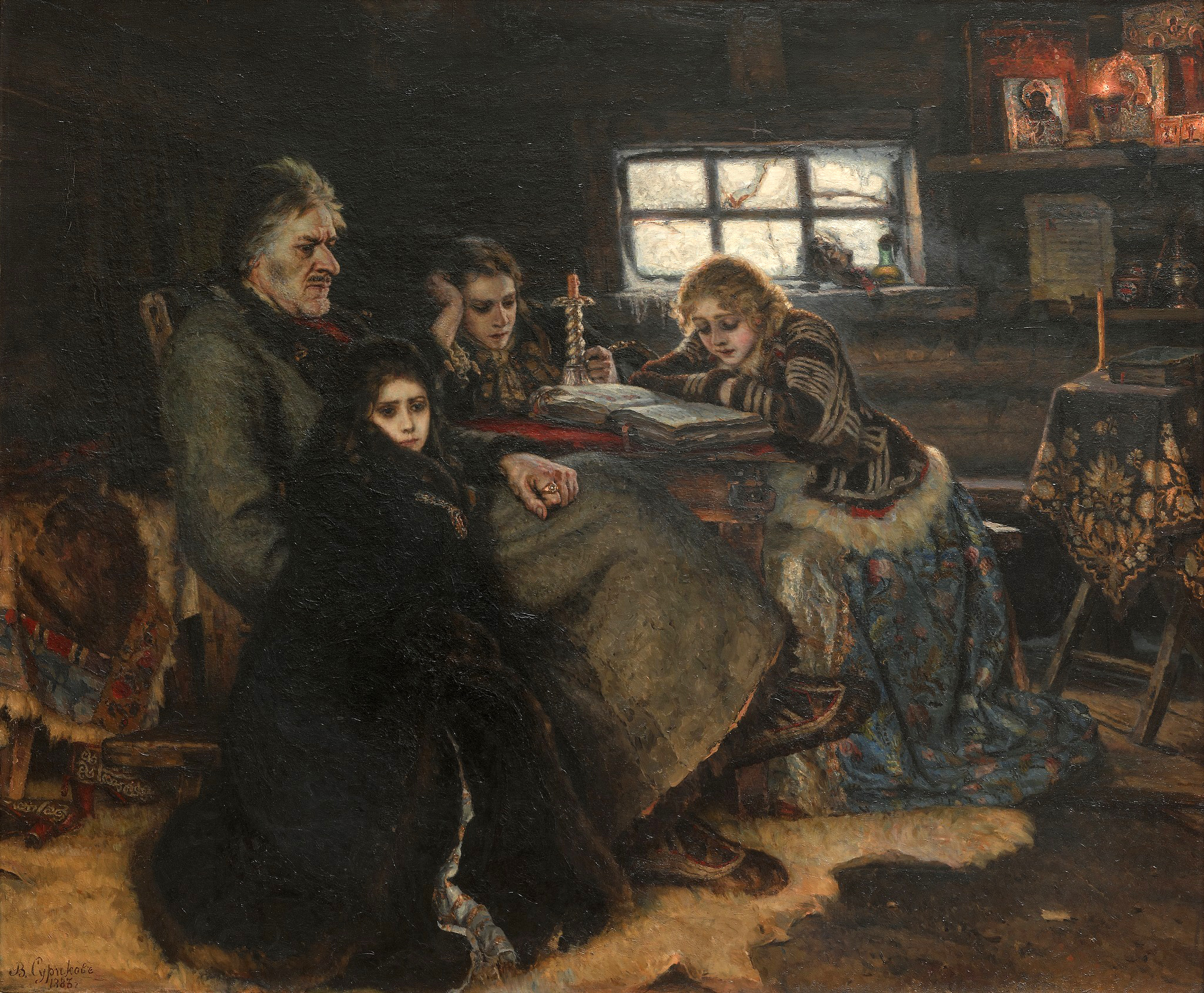
Menchikov à Beriozovo, par Vassili Sourikov.

Elle a souffert de plusieurs conflits, notamment en 1719 et en 1808. La ville doit surtout sa célébrité au fait qu'elle servit de lieu d'exil et de détention à de nombreux personnages célèbres de la noblesse russe. Le prince Alexandre Menchikov, favori de Pierre le Grand et de Catherine Ire, y est mort en exil en 1729. En 1730, son ennemi et rival le
prince Dolgorouki, y fut interné avec sa famille. En 1742 le général Ostermann y fut envoyé avec sa femme et y mourut en 1747.
La ville possède une cathédrale près de laquelle sont enterrés Marie Menchikova, une fille d'Alexandre Menchikov que ce dernier avait tenté de fiancer au tsar Pierre II et plusieurs membres de la famille Dolgoroukov. Menchikov lui-même y décède dans la pauvreté le 2 novembre 1729. Au XIXe siècle, Berezov fut un lieu d'exil pour de nombreux décembristes. Au début du XXe siècle, le régime tsariste a banni quelques révolutionnaires dans cette ville. Elle est maintenant une commune urbaine.
Le 21 septembre 1953 un forage a permis de faire jaillir pour la première fois du gaz en Sibérie, à Beriozovo. Découvert à un endroit qui n'était même pas répertorié et après plusieurs années de vaines recherches, le contrôle du puits n'a pu être réalisé qu'en février 1954 en canalisant le gaz vers une torchère et en refermant l'ouverture par une dalle de ciment. C'est le début, presque par accident, d'une nouvelle dimension dans le domaine de l'énergie pour l'URSS, plus tard, la Russie .